# Mičurinskij Prospekt (linea Bol'šaja kol'cevaja)
Mičurinskij Prospekt (in russo Мичуринский проспект?) è una stazione della Metropolitana di Mosca situata sulla Linea Bol'šaja kol'cevaja. Inaugurata il 7 dicembre 2021, serve il quartiere di Ramenki.
Ha due lobby, interrati e fuori terra, così come il passaggio alla stazione "Mičurinskij Prospekt" della linea Kalininskaja-Solncevskaja.